# OMO Ilinden-Pirin
OMO Ilinden-Pirin (Bulgaars: Обединена македонска организация: Илинден–Пирин; Macedonisch: Обединета македонска организација: Илинден–Пирин (Verenigde Macedonische Organisatie voor Ilinden-Pirin)) is een regionalistische politieke partij voor de Macedonisch sprekende minderheid in Bulgarije, opgericht op 28 januari 1998; voorzitter is Stojko Stojkov. De partij is gevestigd in Gotse Deltsjev in het zuidwesten van Bulgarije, het in 1913 geannexeerde Pirin-Macedonië.
De partij heeft zichzelf als doel gesteld de mensenrechten, de taal (die door de Bulgaarse staat als dialect wordt afgedaan), de cultuur en het nationaal bewustzijn van de minderheid te beschermen. De partij heeft onder de Macedonische minderheid veel aanhang maar wordt desondanks door de Bulgaarse overheid beschouwd als een door een vreemde mogendheid opgerichte en gefinancierde separatistische partij. Op grond daarvan wordt de partij tegengewerkt door de overheid. Officieel erkent Bulgarije de Roma, Turken, Macedoniërs en de Pomaken niet, als minderheden. Hoewel er in 1946 wel sprake van was.
In 1999 nam de partij deel aan de gemeenteraadsverkiezingen en kreeg in de provincie Blagoëvgrad (Pirin in het Macedonisch) 3000 stemmen op een zelfbenoemde Macedonisch-etnische bevolking van 3100. Elders in Bulgarije werd er niet op gestemd.
Op 29 februari 2000 verklaarde het Bulgaarse Grondwettelijk Hof de partij onwettig vanwege het etnische karakter van de partij, hoewel de Roma-minderheid wél een eigen partij, Burgerunie "Roma", mag blijven houden; deze is echter in de verste verte niet separatistisch ingesteld. Op 25 november in datzelfde jaar veroordeelde het Europese Hof voor de Rechten van de Mens in Straatsburg Bulgarije wegens het schenden van het recht op vrije vereniging en vergadering van de OMO Ilinden-Pirin. Volgens het Hof had Bulgarije Artikel 11 van het Europese Verdrag voor de Rechten van de Mens geschonden.
Op 26 juni 2006 deed de partij opnieuw een poging officieel geregistreerd te worden als partij. In de Bulgaarse media leidde het tot oproer. De extreem-nationalistische partij Bulgaarse Nationale Patriottische Partij organiseerde een demonstratie tegen de poging tot erkenning. Beschuldigingen werden geuit over partijfondsen die zouden zijn overgemaakt door de regering van nabuurstaat Noord-Macedonië. De Bulgaarse overheid heeft op de poging gereageerd door het minimumaantal handtekeningen vereist voor registratie omhoog te schroeven van 5000 naar 10000, zoals overigens al eerder was gebeurd. Inmiddels zijn er bedreigingen geuit die bekend zijn van eerdere etnische zuiveringen op de Balkan.
De partij heeft inmiddels steun gezocht en gevonden bij de Europese Vrije Alliantie en de Regenboogpartij uit de Griekse provincie Macedonië, die in augustus een gezamenlijke delegatie stuurden. Bij de onderhandelaars over de toetreding van Bulgarije tot de Europese Unie in 2007 is erop aangedrongen Bulgarije ertoe over te halen de partij volgens de regels van de Europese Unie, de Raad van Europa en de OVSE te erkennen en te laten functioneren.

## Voetnoten
1. ↑  Veroordeling Bulgarije vanwege de ban op een etnische partij
2. ↑  idem
3. ↑  Mensenrechtenorganisatie roept op tot interventie vanwege onderdrukking van etnische Macedonische minderheid in Bulgarije
4. ↑  Etnische Macedonische partij heeft hoop op registratie en verwelkomt de toetreding tot de EU